# Nuevas mujeres
Nuevas mujeres (en chino: 新女性 pinyin:  Xīn nǚxìng) es una película muda china estrenada en Shanghái por la Lianhua Film Company en 1935. Conocida también bajo el título internacional de New Women, la película fue protagonizada por Ruan Lingyu (en su penúltima película) y estuvo dirigida por Cai Chusheng.
Nuevas mujeres se basa en la vida de otra actriz china, Ai Xia, quien se había suicidado en 1934. La película es uno de los papeles más conocidos de Ruan Lingyu, en buena medida debido a su suicidio poco después del estreno del film.
Una copia de la película se conserva en la actualidad en el Archivo de Películas de China.

## Sinopsis
La película cuenta la historia de una joven "mujer moderna", Wei Ming (Ruan Lingyu), viviendo en Shanghái durante la década de 1920. Al principio del film, Wei Ming se encuentra trabajando como profesora escolar de música, aunque tiene el sueño de convertirse en escritora. En la escena de apertura del film, Wei Ming se encuentra en un tranvía donde conoce a un nuevo amigo Yu Haichou (Zheng Junli) y se reencuentra con una vieja compañera de clase, Zhang Xiuzhen (Wang Moqiu), quién ahora se hace llamar señora Wang, su nombre de casada.
Wei, la Señora Wang, y Yu regresan al apartamento de Wei, donde Wei recibe una llamada de teléfono del antagonista de la película, el lascivo Dr. Wang (Wang Naidong), quién es también el marido de la Señora Wang. Él insiste en ir a buscar a Wei a su apartamento, aun cuando esta lo ignora. Cuando la Señora Wang se marcha, Wei es informada por Yu que uno de sus libros ha sido aceptado para publicación. La emoción de Wei es rápidamente contrastada con un analepsis que revela que la compañía editorial sólo seleccionó su manuscrito porque es una mujer joven. Inconsciente de este hecho, Wei muestra a Yu un juguete que ha comprado para su pequeña hija, fruto de un matrimonio fallido. Ella intenta coquetear con Yu, pero él ignora sus avances.
Poco después, el Dr. Wang pasa a recoger a Wei Ming y van juntos a un salón de baile de estilo occidental. Mientras Wei Ming se encuentra sentada en el auto, una analepsis aparece en la ventana mostrándonos como conoció al Dr. Wang, un hombre de educación occidental y miembro de la junta de la escuela donde trabaja Wei Ming.
Mientras Wei Ming y el Dr. Wang llegan al salón de baile el film contrapone imágenes de estos con el vecino de Wei Ming, un trabajador llamado Li Aying, quién dirige a sus compañeros en canciones patrióticas. Hacia el final de la noche, el Dr. Wang intenta acosar a Wei Ming quién firmemente lo rechaza y huye. En su huida, termina conociendo a Li y entran juntos a la casa de Wei. En el correo llega una carta de la hermana de Wei Ming con un mensaje urgente; la hija de Wei Ming, quién vivía en el campo con su tía, debe mudarse a la ciudad debido a problemas financieros familiares.
La película entonces corta a la pequeña hija y su tía en un tren con destino a Shanghái. La niña pregunta por su madre, mientras comienza a toser; está enferma.
Una vez llegan a Shanghái, la situación ha empeorado. El Dr. Wang ha convencido al director de la escuela de despedir a Wei Ming y las facturas han empezado a acumularse como resultado de su desempleo. Li Aying le pide a Wei Ming que componga una tonada para una canción, titulada Las Nuevas Mujeres. Sin embargo Wei tiene asuntos más apremiantes en los que pensar, como el debilitante estado de salud de su hija. Las cosas llegan pronto a su punto más álgido. Wei Ming recibe ofertas de ayuda de su editor y de un reportero de periódico, pero ambos claramente sólo están interesados en ella sexualmente, por lo que ella los rechaza. Incapaz de pagar por la medicina para su niña y sin ocupación, Wei Ming termina trabajando como prostituta. Su primer cliente, por coincidencia, es el Dr. Wang, quién se regodea en el nuevo poder que tiene sobre ella. Wei, asqueada con la situación, huye hacia su apartamento, con Dr. Wang persiguiéndole. De regreso en el apartamento, Wang y Li llegan a los golpes, lo cual resulta en Wang quedando incapacitado. En medio de la pelea, la Señora Wang irrumpe en la habitación y acusa a Wei Ming de seducir a su marido.
Sin dinero, la hija de Wei Ming sucumbe a la neumonía. Desconsolada, Wei Ming intenta suicidarse, lo cual conmociona a Li Aying y Yu Haichou. En el hospital, ambos Li y Yu intentan convencer a Wei de que necesita continuar viviendo. Mientras la película termina, Wei Ming grita que quiere seguir viviendo, pero es demasiado tarde, su salud no le permite sobrevivir. Un obituario en el periódico anuncia su muerte mientras un grupo de los trabajadores de Li Aying marchan al unísono.

## Reparto

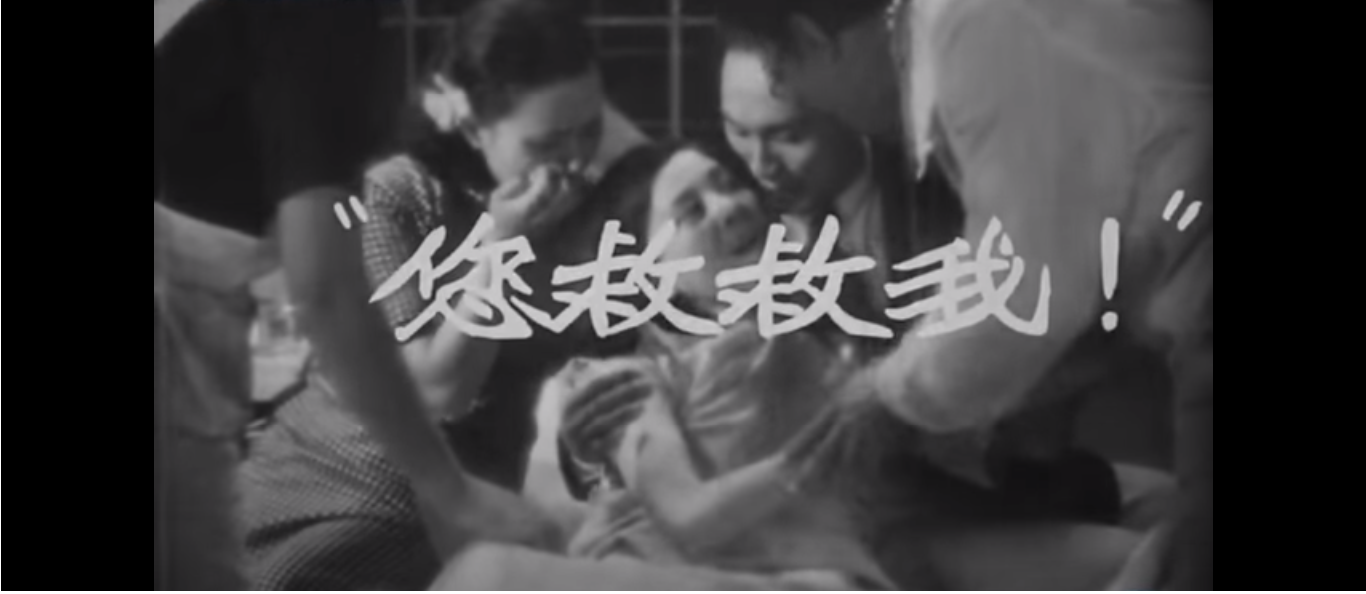
Clímax de la película

- Ruan Lingyu como Wei Ming, la heroína;
- Wang Naidong como Dr. Wang, el antagonista primario;
- Zheng Junli como Yu Haichou, amigo de Wei Ming y editor;
- Wang Moqiu como la Señora Wang, esposa del Dr. Wang;
- Yin Xu como Li Aying, un trabajador de fábrica;
- Chen Sujuan como Wei Xiaohong, hija de Wei;
- Gu Menghe como Qi Weide, el editor jefe del diario local;
- Liu Qiong como un doctor.

## Recepción
El estreno de Nuevas mujeres estuvo rodeado de controversia, pues la prensa atacó la película debido al retrato negativo de la misma en la película. La organización de prensa forzó una disculpa pública de la Lianhua Company y el director Cai Chusheng tuvo que hacer cortes a la película. Ruan Lingyu, estrella de la película, también fue objeto de la ira de la prensa. La película probaría ser profética, cuando poco después de su estreno Ruan Lingyu, acosada por la prensa sensacionalista, se suicidó con una sobredosis de barbitúricos.

## Reputación
La película se ha ganado la reputación de ser uno de los mejores ejemplos del cine clásico chino. Los organizadores de la 5.ª Asia-Pacific Triennial on Contemporary Art se refirieron a la película, en su retrospectiva de Ruan Lingyu, como una "obra maestra en el espíritu de la tradición del 4 de mayo." Una copia de la película es actualmente mantenida por el Archivo de Película de la China en Pekín.
En la película biográfica sobre Ruan Lingyu, Centre Stage,  hay una recreación de la escena climática del film.